# 高野信
高野 信（たかの まこと、1903年（明治36年）12月17日 - 1982年（昭和57年）1月9日）は、日本のジャーナリスト、実業家。九州朝日放送（KBC）、日本教育テレビ（NET、現：テレビ朝日）社長を務めた。

## 経歴・人物
福島県いわき市出身。1929年（昭和4年）東京帝国大学を卒業後、朝日新聞社に入社する。
東京本社編集局長、西部本社代表、国策パルプ代表などを歴任し、1967年1月から1973年5月までに九州朝日放送社長を務め、1973年5月から1974年11月までに同社会長を務めた。
1974年（昭和49年）11月、NET社長に転じ、同じ朝日出身の副社長、中川英造と相談し三浦甲子二を編成、制作担当役員に抜擢した。三浦は持ち前の行動力を生かし、77年3月、モスクワ五輪の独占放映権獲得に成功する。しかし、ソ連のアフガニスタン侵攻でアメリカに追随した日本は、モスクワ五輪の不参加を決定した。日本チームの参加しない五輪など誰も見ないため、五輪放映は大幅に縮小され、さらに約20億円もの損失を被った。
この他、北海道テレビ放送の取締役も務めた。
1981年（昭和56年）、社長から退く。
1982年1月9日、心筋梗塞のため東京都内の病院で死去。78歳没。

## 著書
- 『アメリカ特派』朝日新聞社、1949年。